# Eagle Premier

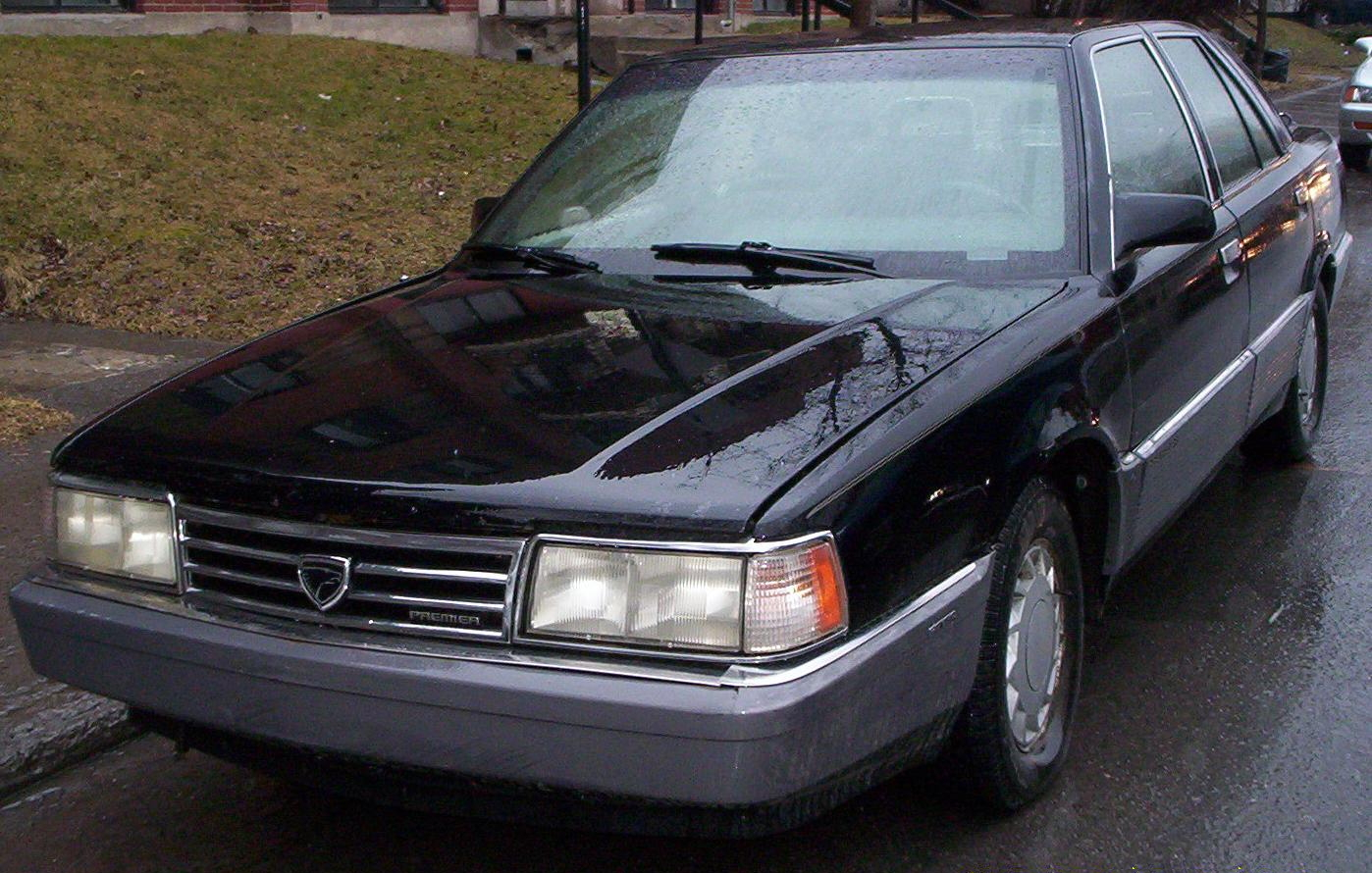
Eagle Premier.

Eagle Premier, personbil utvecklad av American Motors Corporation och Renault. 
Modellen övertogs av Chrysler Corporation när man köpte AMC 1987 och såldes under namnet Eagle. Den tillverkades 1988-1992.  Eagle Premier såldes även under namnen AMC Premier och Renault Premier. Den hade gemensamma delar med Renault 25. 